# Rivière Des Méloizes
Pour les articles homonymes, voir Méloizes.
La rivière Des Méloizes est un affluent de la rivière La Sarre, coulant au Québec, au Canada, dans les régions administratives de :
- Nord-du-Québec :  municipalité de Eeyou Istchee Baie-James ;
- Abitibi-Témiscamingue : dans la municipalité régionale de comté (MRC) de Abitibi-Ouest ; dans les municipalités de Normétal, Clermont, Dupuy et de La  Sarre.

Outre sa traversée du village de Normetal, la rivière des Méloizes coule surtout en zone forestière ou agricole selon les secteurs. La foresterie constitue la principale activité économique de la partie supérieure de ce bassin versant et l'agriculture arrive en premier dans la partie inférieure.
Le bassin versant de la rivière des Méloizes est desservi par la route 111 (sens nord-sud et est-ouest) et divers chemins de rang dont le chemin des 6e et 7e rang Est (sens est-ouest).
Annuellement, la surface de la rivière est habituellement gelée de la mi-novembre à la mi-avril, toutefois la circulation sécuritaire sur la glace se fait généralement de la mi-décembre à la fin mars.

## Géographie
La rivière Des Méloizes prend sa source à l’embouchure du lac Domène (longueur : 0,9 km ; altitude : 334 m). Situé en zone forestière dans Eeyou Istchee Baie-James, ce lac est à 0,4 km au nord-ouest d’une montagne dont le sommet atteint 391 m.
L’embouchure de ce lac est situé à 4,6 km à l’ouest de la rivière Boivin, à 11,7 km au sud-ouest du centre du village de Val-Paradis et à 8,7 km au nord du centre du village de Normétal. Le lac Domène est situé sur le flanc ouest de la ligne de partage des eaux avec la rivière Boivin laquelle coule vers le nord jusqu’à la rivière Turgeon ; et du côté est de la ligne de départage des eaux avec la rivière Patten coulant dans le nord-est de l’Ontario.
Les principaux bassins versants voisins de la rivière Des Méloizes sont :
- côté nord : cours d’eau Lavoie, rivière Boivin, cours d’eau Tâché ;
- côté est : rivière Ojima, lac Turgeon, rivière du Portage, rivière La Sarre ;
- côté sud : rivière La Sarre, lac Abitibi, rivière Cachée ;
- côté ouest : rivière La Reine, lac Abitibi.

À partir de sa source, la rivière Des Méloizes coule sur 41,9 km selon les segments suivants :
- 12,5 km vers le sud-est, jusqu’au pont de la route 111 dont un segment (sens est-ouest) constitue la limite entre les régions administratives de Abitibi-Témiscamingue et Eeyou Istchee Baie-James ;
- 5,2 km vers le sud dans Normétal, jusqu’au chemin du 6e et 7e rang Est (sens est-ouest) ;
- 6,4 km vers le sud-est dans Clermont, jusqu’au chemin du Petit Quatre (sens est-ouest) ;
- 2,2 km vers le sud-ouest en entrant dans Dupuy, jusqu’au chemin de Val Clermont Ouest ;
- 4,1 km vers le sud-est, en serpentant en début de segment, jusqu’au chemin du rang 1er et 10e Ouest ;
- 5,4 km vers le sud-est, jusqu’au chemin du rang 8e et 9e Ouest ;
- 6,1 km vers l’est, en longeant le côté sud du rang 8e et 9e Ouest, puis en bifurquant vers le sud-est en fin de segment, jusqu’à son embouchure[3].

L’embouchure de la rivière Des Méloizes est localisé à :
- 3,9 km au nord-ouest du centre-ville de La Sarre ;
- 19,3 km au nord-ouest du centre du village de Macamic ;
- km à l’est de la frontière de l’Ontario
- 68,2 km au nord-est de l’embouchure du lac Abitibi (en Ontario) ;
- 67,0 km au nord-ouest du centre-ville de Rouyn-Noranda.

L’embouchure de la rivière Des Méloizes est située dans un coude de rivière sur la rive ouest de la rivière La Sarre. De là, le cours de la rivière La Sarre descend vers le sud sur 9,9 km pour se déverser sur la rive nord-est de la Baie La Sarre dans la partie québécoise du lac Abitibi. De là, le courant traverse le lac Abitibi vers l’ouest sur 83,4 km jusqu’à son embouchure, en contournant cinq grandes presqu’îles s’avançant vers le nord et plusieurs îles.
À partir de l’embouchure du lac Abitibi, le courant emprunte le cours de la rivière Abitibi, puis de la rivière Moose pour aller se déverser sur la rive sud de la baie James.

## Toponymie
Cet hydronyme évoque Louis-François Renaud d'Avène des Méloizes, né à Québec le 24 février 1731. Son père est Nicolas-Marie et sa mère est Angélique, fille de René-Louis Chartier de Lotbinière. Il est décédé le 28 avril 1760 à la bataille de Sainte-Foy, auprès de son frère aîné de 2 ans, le capitaine Nicolas, alors qu'il était à la tête des grenadiers dont il était lieutenant. À la bataille de Carillon, en 1658, il se signala par sa bravoure et sa capacité.
Le toponyme rivière Des Méloizes a été officialisé le 11 avril 1985 à la Commission de toponymie du Québec.